# Framebuffer
Il framebuffer è una memoria buffer della scheda video nella quale vengono memorizzate le informazioni destinate all'output per la rappresentazione di un intero fotogramma (frame in lingua inglese, da cui il nome framebuffer) sullo schermo.
Nel framebuffer sono contenute le informazioni sul colore di ciascun pixel, ovvero di ciascun punto dello schermo, che possono essere a 1-bit (bianco e nero), 4-bit o 8-bit (modalità a tavolozza), 16-bit (Highcolor) o 24-bit (Truecolor). È a volte presente un canale alfa che contiene informazioni sulla trasparenza del pixel. Le dimensioni del framebuffer dipendono dalla risoluzione dell'output video e dalla profondità di colore.